# Aum Shinrikyō

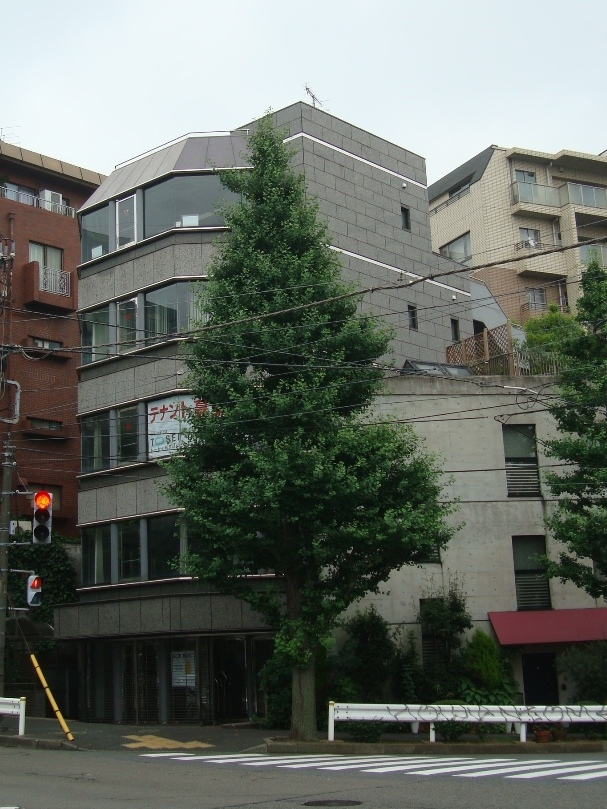
Była główna kwatera sekty w tokijskiej dzielnicy Aoyama

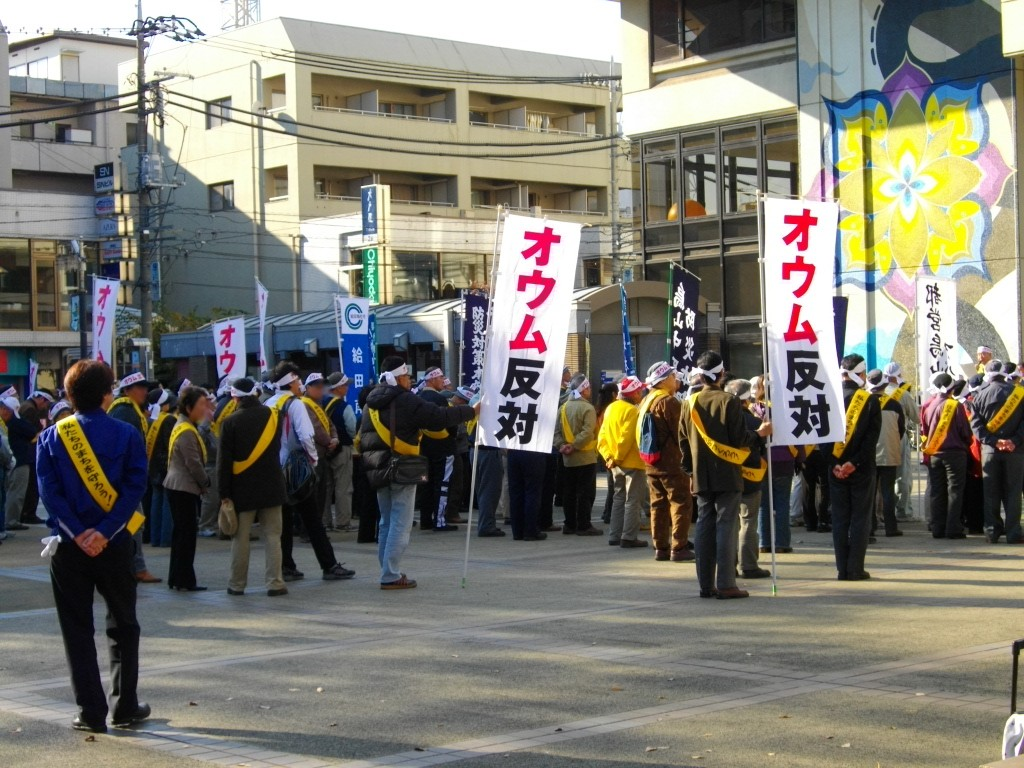
Protest przeciwko Aum Shinrikyō, listopad 2009

Aum Shinrikyō (jap. オウム真理教 Ōmu Shinrikyō) (także pisownia: Om Shin Rikyo); polska nazwa: „Aum – Najwyższa Prawda” (ang. „Supreme Truth”); obecna nazwa: „Aleph” – japońska sekta religijna założona w 1987 przez Shōkō Asaharę (prawdziwe nazwisko: Chizuo Matsumoto). W marcu 1995 roku mała grupa członków sekty dokonała w tokijskim metrze zamachu przy pomocy sarinu. Śmierć poniosło 13 osób, a blisko 6 tys. odniosło poważne obrażenia z powikłaniami na długie lata.

## Nazwa sekty
Nazwa sekty składa się z czterech elementów:
- świętej sylaby hinduizmu „Aum”, wymawianej: „Om” (sanskryt: ॐ), a postrzeganej jako dźwięk powstania Wszechświata;
- znaku kanji 真 „shin” oznaczającego: „prawdę”, „realność”, „rzeczywistość”, „prawdziwość”, „sektę buddyjską”[1][2];
- znaku 理 „ri” oznaczającego: „rozum”, „zasadę”, „logikę”, „sprawiedliwość”; w znaczeniu buddyjskim: „zasadę generalną”, jako przeciwieństwo „pojedynczego, konkretnego zjawiska”; w neokonfucjanizmie – podstawowe zasady kosmosu[1][2]; słowo-złożenie „shinri” (真理) znaczy „prawda”[1];
- znaku 教 „kyō” oznaczającego: „naukę”, „nauczanie”, „wiarę”, „doktrynę”[2].

## Historia

### Początki i rozwój sekty
W 1987 prawie całkowicie niewidomy (od czasów dzieciństwa) Shōkō Asahara udał się w Himalaje, aby poznać buddyzm i hinduizm. Spotkał tam wielu przywódców religijnych, włącznie z Dalajlamą.
Po powrocie do Japonii oznajmił, że udało mu się osiągnąć nirwanę, że jest w posiadaniu prawdy absolutnej i jest pierwszym „oświeconym” od czasów Buddy. Swoją wizję świata oparł na połączeniu treści zawartych m.in. w pismach buddyjskich, hinduistycznych, biblijnej Apokalipsie i przepowiedniach Nostradamusa. Idee te pozyskiwały zaufanie wyznawców, przekonanych o zbliżaniu się końca świata. Według Asahary, mieli ocaleć jedynie wyznawcy Aum. Dowodził także, że to Stany Zjednoczone przyspieszą nuklearny Armageddon, rozpoczynając III wojnę światową z Japonią.
W 1989 sekta Asahary została zalegalizowana jako ugrupowanie religijne. Środki finansowe uzyskiwała z działalności m.in. w dziedzinie elektroniki i prowadzenia restauracji. Członkowie grupy byli zobowiązani do przepisywania swoich majątków na własność sekty. Aum docierała do osób wykształconych i majętnych. Sekta umiejętnie prezentowała się w mediach. Posiadała własną stronę internetową oraz wykorzystywała niezwykłą w Japonii popularność anime i mangi.
Sekta prowadziła również działalność polityczną, nawołując do walki z materializmem społeczeństwa i korupcją. W wyborach parlamentarnych w 1990 roku Asahara i jego zwolennicy kandydowali do parlamentu. Udział w wyborach jednak zakończył się porażką. Lider sekty zdobył w wyborach 1700 głosów, a 25 z nim kandydujących miało jeszcze słabsze wyniki. Na skutek porażki uznał, że wybory zostały sfałszowane przez władze.
W lutym 1989 za próbę opuszczenia sekty zamordowany został Shuji Taguchi. Za pomocą gazu VX zabito 20 członków sekty próbujących opuścić jej szeregi.
4 listopada 1989 członek sekty Kazuaki Okazaki dokonał w Jokohamie zabójstwa adwokata Tsutsumi Sakamoto, jego żony i rocznego dziecka.
W 1998 za zbrodnię został skazany na karę śmierci.
W połowie lat 90. ruch religijny liczył ok. 10 tys. członków (głównie w Japonii i Rosji).
W 1993 przy pomocy jadu kiełbasianego sekta usiłowała zamordować rodzinę cesarską.
1 lutego 1994 za próbę opuszczenia sekty na terenie siedziby został powieszony jej członek Kotarō Ochida.
W tym samym roku Shōkō Asahara został pozwany do sądu. W odpowiedzi na pozew 27 czerwca 1994 członek sekty Takashi Tomitsu rozpylił sarin przy pomocy furgonetki w dzielnicy miasta Matsumoto, w której mieszkali sędziowie mający wydać niekorzystny wyrok dla sekty. Na skutek ataku zginęło 7 osób, a 144 uległo zatruciu.

### Atak w metrze tokijskim
Siła przekonywania Asahary była tak znaczna, że członkowie sekty posłusznie wykonywali jego polecenia, dokonując także zamachów kryminalnych przy użyciu środków biologicznych i chemicznych. Większość z nich była nieudana i przeprowadzona na niewielką skalę. Dopiero „akcja” w metrze tokijskim w dniu 20 marca 1995 roku doprowadziła do tragicznych masowo skutków. Zamach został dokonany przy pomocy sarinu w płynie. Gaz został umieszczony w butelkach i pudełkach śniadaniowych, wniesionych do wagonów trzech linii metra, pociągów zmierzających do stacji Kasumigaseki w dzielnicy rządowej. O umówionym dokładnie czasie sprawcy przebili pakunki parasolami, pozostawiając je w wagonach pełnych pasażerów, w czasie porannego szczytu. Ulatniający się gaz spowodował masowe zatrucia. Był to najpoważniejszy atak terrorystyczny we współczesnej Japonii.

### Po 1995
W 1997 roku specjalna komisja rządowa zdelegalizowała Aum Shinrikyō. Proces sekty trwał osiem lat, w wyniku którego Asahara i 11 członków grupy zostało skazanych na karę śmierci. Apelacja Asahary została odrzucona w 2006 roku.
W 2000 roku sekta zmieniła nazwę na Aleph. Opierający się głównie na buddyzmie i hinduizmie ruch Aleph, którego przywódcą jest Fumihiro Jōyū, ma około 1500 wyznawców. Organizacja Aleph jest nadzorowana przez Japońską Agencję Bezpieczeństwa Publicznego.
W 2007 część członków (ok. 160 osób), nieprzekonanych, że Aleph wystarczająco zdystansowała się od Asahary i jego zbrodni, opuściła grupę i stworzyła nową organizację o nazwie „Hikari-no Wa” (jap. 光の輪), czyli „Pierścień Światła”.
31 grudnia 2011 roku jeden z członków sekty, 46-letni Makoto Hirata, po latach ukrywania się oddał się w ręce policji. Hirata był jedną z osób odpowiedzialnych za rozpylenie sarinu w tokijskim metrze w 1995 roku. W ciągu następnego pół roku dzięki informacjom uzyskanym po wyznaczeniu nagród od 3 do 10 mln jenów, aresztowano troje pozostałych poszukiwanych członków sekty.
18 stycznia 2018 japoński Sąd Najwyższy wydał ostatni wyrok w sprawie członka sekty odpowiedzialnego za dokonanie ataku na tokijskie metro, umożliwiając przeprowadzenie egzekucji.
Japońskie Ministerstwo Sprawiedliwości poinformowało w dniu 6 lipca 2018 roku, że tego samego dnia w godzinach porannych został wykonany wyrok śmierci na założycielu sekty i sześciu jej członkach, którzy zorganizowali atak gazowy w Tokio w 1995 roku. 31 lipca wykonano egzekucje na pozostałych członkach sekty.